# Маскутени
Маскутени су алгонквински народ који је у време првог сусрета са Европљанима насељавао југозапад данашње америчке државе Мичиген. Након што су их одатле потиснуле Отаве насељавали су обе стране реке Мисисипи у близини данашње границе Висконсина и Илиноиса. 

## Етимологија
У Односима Језуита Нове Француске у више наврата су поменути као „Народ ватре”. Један од језуита је забележио следеће: „Народ Ватре је погрешно тако назван, његов прави назив је Маскутенч (енгл. Maskoutench), што значи „земља без дрвећа”, попут оне коју насељава овај народ; али пошто је, променом неколико слова, назив овог народа укључивао реч која означава „ватру”, они су названи Народ Ватре”.
Данас постоје три теорије о пореклу назива овог народа, према првој изведен је из месквачке речи која значи „Мали преријски народ”, према другој из саучке речи „Машкотеви” (сау. Mashkotêwi) која значи прерија, а према трећој је кованица саучких речи „Машкотевиненива” (сау. Mashkotêwineniwa) која значи Преријски Индијанци и „Шкотеви” (сау. shkotêwi) која значи ватра.
Њихов аутоним је непознат. Хурони су их звали Ацистеронон (хур. Atsistaeronnon) што значи „Народ ватре”.

## Историја
Најстарији историјски извори о Маскутенима потичу од француских мисионара, који су их описали као народ насељен у јужном делу данашњег Мичигена. Мисионари су забележили да су Маскутени бројнији од Неутрала, Хурона и Ирокеза заједно. Маскутени су се 1712. ујединили са Кикапуима и Месквацима (Фоксима), након што су скоро у потпуности истребљени у рату са Французима и Потаватомима.
Преживели су се одселили на запад. Маскутени се у историјским изворима последњи пут помињу као посебан народ 1779. године, када су живели на реци Вобаш (у данашњој Индијани) са Кикапуима и мајамским племеном Пјанкашо. Преживели Маскутени су забележени у документима Сједињених Држава из 1813. и 1825. године као део Кикапујског Преријског Племена.

## Насеља названа по Маскутенима
Град Маскута у Илиноису је 1839. назван по народу Маскутен.
Према неким изворима село Москва у округу Ајова у Висконсину је названо по Маскутенима.